# Bundesstrasse 75
Bundesstrasse 75 är en förbundsväg i Tyskland. Den går igenom förbundsländerna Niedersachsen, Bremen, Hamburg och Schleswig-Holstein på sin resa ifrån Delmenhorst till Travemünde.